# Harpactognathus
Harpactognathus — рід птерозаврів родини Rhamphorhynchidae, що існував за пізньої юри на території Північної Америки. Голотип являє собою шматок щелепи, що вирізняється своїми розмірами (які дозволяють припускати, що розмах крил сягав близько 2,5 метра, що робить його одним із найбільших «рамфоринхоїдів») і наявністю гребеня — особливість також порівняно рідкісна серед нептеродактилоїдних птерозаврів.

## Систематика
Автори опису віднесли цього птерозавра до підродини Scaphognathinae. Пізніше, однак, його було визнано рамфоринхіном, що утворює кладу із Angustinaripterus і Sericipterus.